# Rolls-Royce 20/25 HP
La Rolls-Royce 20/25 HP est une automobile de luxe produite de 1929 à 1937 par le constructeur britannique Rolls-Royce. Elle eut beaucoup succès et se vendit dans la proportion de deux 20/25 HP pour une Phantom II. Il en fut construit 3 827 exemplaires.

## Historique
À la fin des années 1920, la Rolls-Royce Twenty embarrassait la direction de Rolls-Royce par ses performances anémiques. La cause en était des carrosseries de plus en plus lourdes et une motorisation limitée. La Rolls-Royce Twenty était une voiture charmante mais trop lourde par rapport à sa motorisation, 3 127 cm3 développant 55 chevaux à 2 750 tr/min. Même équipé de caisses légères, la vitesse de croisière n'excédait pas 70 km/h et au maximum de ses possibilités, elle passait difficilement les 100 km/h.
Rolls-Royce avait pleinement conscience de ce problème et les ingénieurs-maison travaillèrent sur le moteur pour lui donner plus de puissance. La cylindrée du nouveau modèle, la 20/25 HP, fut porté à 3 699 cm3 grâce à un alésage plus important. Un nouveau vilebrequin fut fabriqué qui permettait de gagner 1 200 tr/min et donc de la puissance. Le taux de compression s'établissait à 4,6:1 en 1929, 5,29:1 en 1930 et enfin 5,75:1 en 1932. Les dernières 20/25 HP, lorsqu'elles étaient bien carrossées, pouvaient rouler à 120 km/h avec une vitesse de croisière de 100 km/h.

## Équipements
À partir de 1930, on notera un allongement du châssis de 8 cm, des volets thermostatiques en 1932 à partir du châssis GBT 22, une boîte de vitesses à synchroniseur toujours en 1932 à partir du châssis GTK 22, une jauge à essence électrique la même année et des amortisseurs réglables en 1934 à partir du châssis GYD 25. Les roues sont à fixation centrale et à rayons de 19 pouces de diamètre.

## Carrosserie
Seul le châssis et la mécanique ont été fabriqués par Rolls-Royce. Les carrosseries sont choisies par l'acheteur et fabriqués par quelques-uns des plus célèbres carrossiers du Royaume-Uni comme Park Ward, Thrupp & Maberly, Mulliner, Hopper et Gurney Nutting.

## Galerie

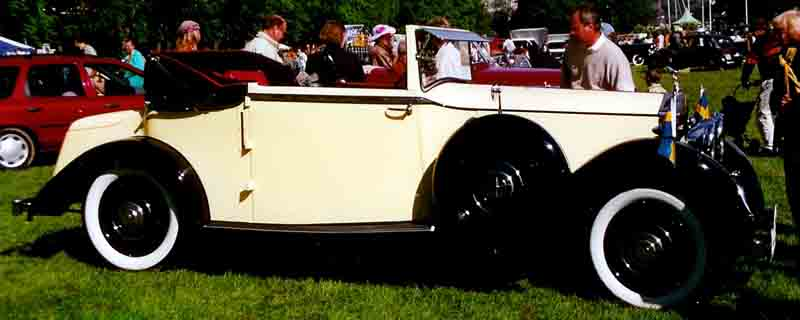
Rolls-Royce 20/25 HP Drophead (cabriolet) Coupe de 1934
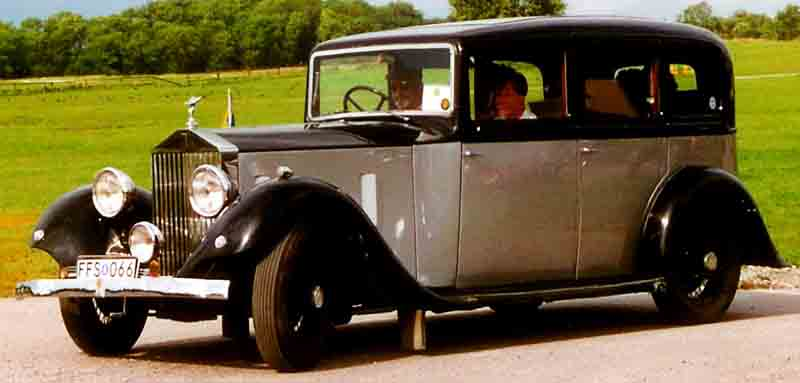
Rolls-Royce 20/25 HP Limousine-Pullman de 1935
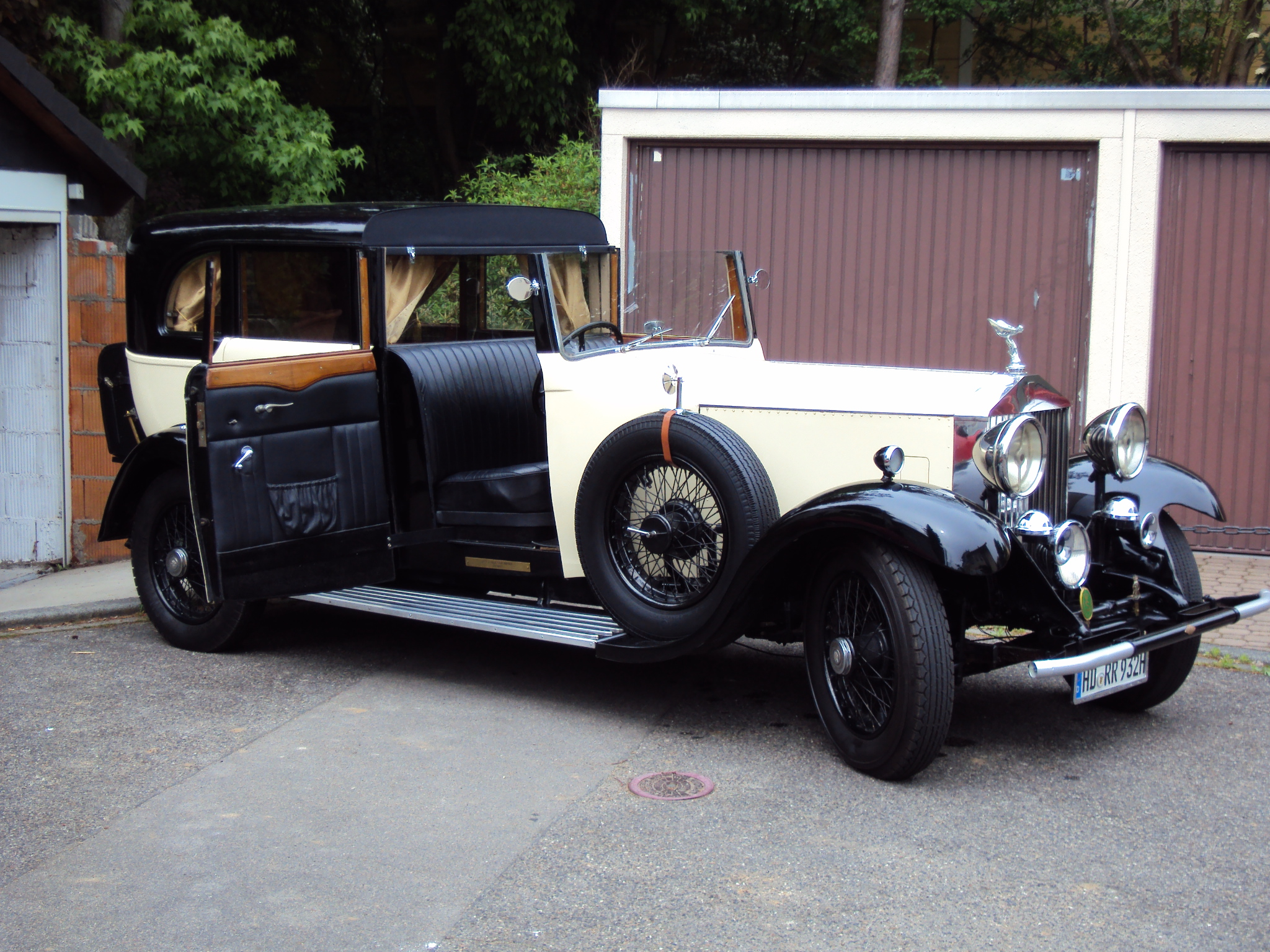
Rolls-Royce 20/25 HP- Lancefield Sports Open drive de 1932
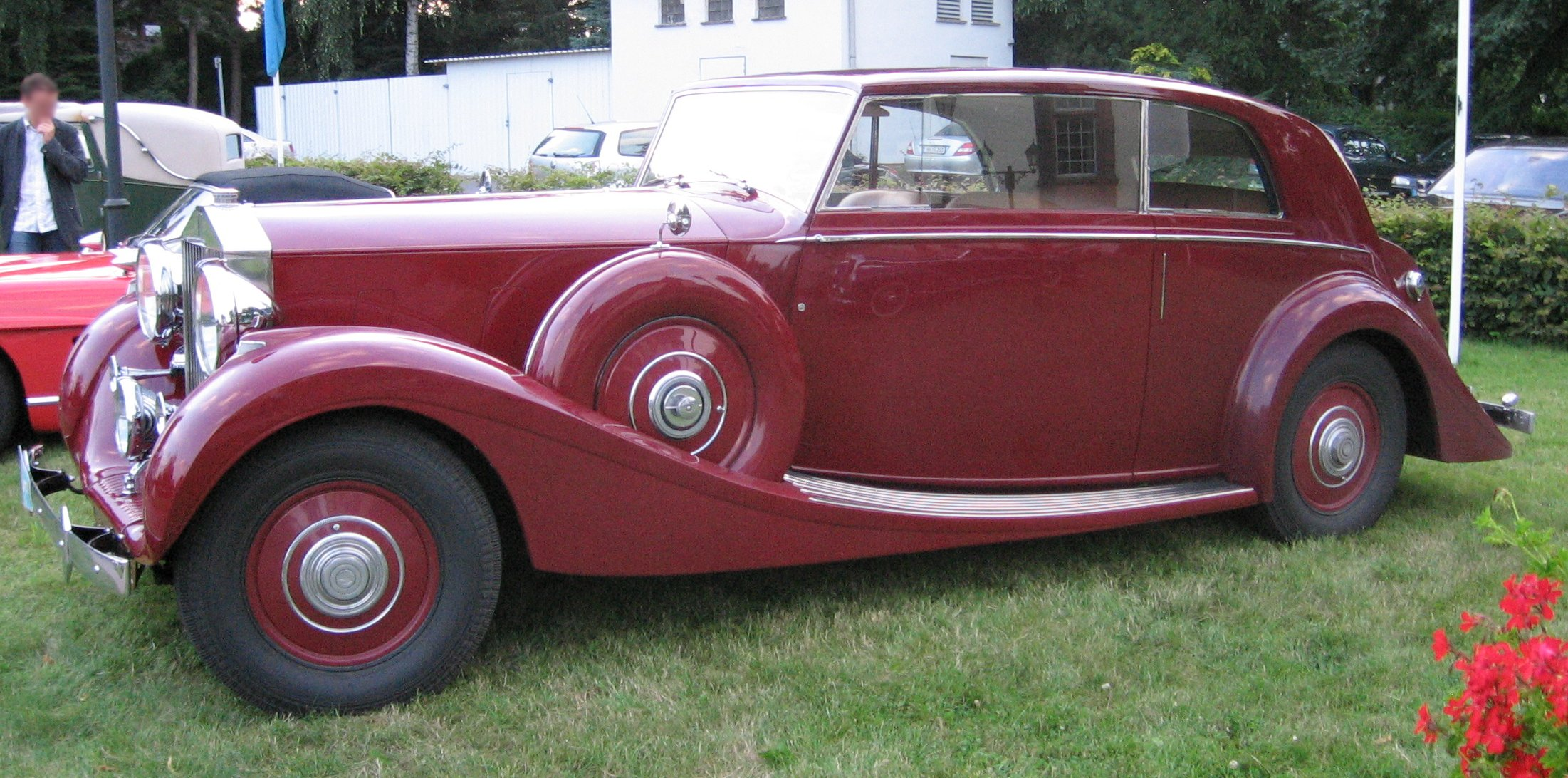
Rolls-Royce 20/25 HP coupé 2 portes
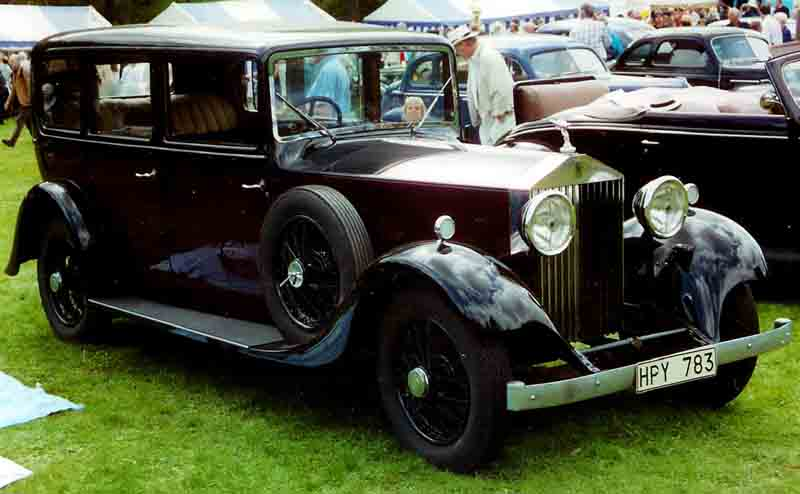
Rolls-Royce Limousine-Pullman de 1933